# Balogh György (politikus)
Balogh György (Debrecen, 1919. március 19. – Budapest, 2006. szeptember 12.) magyar közgazdász, kisgazda politikus, 1990 és 1994 között országgyűlési képviselő.

## Élete
Balogh László tisztviselő és Garay Mária fiaként született. 1931 és 1934 között a debreceni református főgimnáziumban tanult, majd 1937-ben a kecskeméti állami gimnáziumban érettségizett, 1942-ben a József Nádor Műszaki és Gazdaságtudományi Egyetem (JNMGE) kereskedelmi szakán szerzett diplomát. 1941-től 1942-ig a József Nádor Műszaki és Gazdaságtudományi Egyetem Alkotmánytan Tanszék tanársegéde volt, majd a Belvárosi Garázs főkönyvelője lett.
1944-ben doktorált és a JNMGE tanárképző intézetében középiskolai tanári oklevelet szerzett. 1944 és 1945 között tartalékos főhadnagyi rangban teljesített katonai szolgálatot. A második világháborút követően az Autó- és Alkatrészkereskedelmi Vállalat (Autóker) főkönyvelője lett, 1949-től 1986-ig a vállalat gazdasági igazgatója volt, nyugdíjasként a DEPO Szolgáltató Vállalat könyvvizsgálójaként dolgozott. 1956-ban könyvelői képesítést szerzett. 1952 és 1965 között tíz műszaki újítását fogadták el, a járműszakmai képzés egyik magyarországi elindítójaként tartják számon.
1938-ban lett a Független Kisgazda-, Földmunkás- és Polgári Párt tagja. 1943-ban részt vett a Magyar Élet Tábor előadás-sorozatokon. 1945-től 1946-ig pártja Zala vármegyei szervezőtitkára volt, az 1945-ös nemzetgyűlési választáson pótképviselővé választották. 1946-ban az FKgP Veszprém vármegyei ügyvezető elnöke és országos főtitkárhelyettese, illetve titkára lett. 1947-ben a párt Politikai Bizottságának tagja és  az országos kampány vezetője volt, az 1947-es országgyűlési választáson ismét pótképviselővé választották. 1948-ban lemondott, és visszavonult az aktív politizálástól.
Az 1956-os forradalom idején részt vett a párt újjászervezésében, 1956 októbere és 1957 februárja között az Ideiglenes Intéző Bizottság titkára volt. A Kádár-korszakban az egykori kisgazda pártvezetők éves találkozójának szervezője volt. 1971-től 1990-ig a budapesti XII. kerületi Tanács és a Végrehajtó Bizottság tagja volt. A rendszerváltás idején, 1988 novemberében immár másodszor vett részt az FKgP újjászervezésében, 1989 áprilisa és júniusa között a párt budapesti, majd 1989-től 1992-ig országos ügyvezető alelnöke, valamint a Politikai Bizottság tagja volt. A Magyar Ellenállók és Antifasiszták Szövetségének tagozattitkáraként is tevékenykedett.
Az 1990-es országgyűlési választáson az FKgP budapesti listájáról szerzett mandátumot. 1990 és 1994 között az Országgyűlés Honvédelmi Bizottságának elnöke volt. 1991 novemberében a Torgyán József elnökké választását követő párton belüli harcok alatt Torgyán mellett állt, majd 1992 februárjában az úgynevezett Kisgazda 36-ok frakciójának tagja lett. 1994-ig volt parlamenti képviselő. 2006-ban hunyt el Budapesten.
Felesége 1944-től Pirovits Anna középiskolai tanár volt. Két gyermekük született, Balogh Dalma (1944) és Balogh György (1946).